# Язловецкий, Павел Александрович
Па́вел Алекса́ндрович Язлове́цкий (укр. Павло Олександрович Язловецький; 25 мая 2002, Великая Виска) — украинский военнослужащий, капитан, участник российско-украинской войны. Герой Украины (2025).

## Биография
Во время российского вторжения в Украину Павел Язловецкий командовал десантно-штурмовой ротой 82-й отдельной десантно-штурмовой бригады Вооружённых сил Украины. В августе 2024 года его подразделение участвовало в боях в Курской области.

## Награды
- Звание «Герой Украины» с удостоением ордена «Золотая Звезда» (2 января 2025) — за личное мужество и героизм, проявленные в защите государственного суверенитета и территориальной целостности Украины, верность военной присяге[1].